# Aïn Taya
Aïn Taya (în arabă عين طايه) este o comună din provincia Alger, Algeria.
Populația comunei este de 34.501 locuitori (2008).